# Коле Ло Цопо (Фрозиноне)
Коле Ло Цопо је насеље у Италији у округу Фрозиноне, региону Лацио.
Према процени из 2011. у насељу је живело 179 становника. Насеље се налази на надморској висини од 753 м.